# Bobby Dollas
Bob "Bobby" Dollas, född 31 januari 1965, är en kanadensisk före detta professionell ishockeyspelare som tillbringade 16 säsonger i den nordamerikanska ishockeyligan National Hockey League (NHL), där han spelade för ishockeyorganisationerna Winnipeg Jets, Quebec Nordiques, Detroit Red Wings, Anaheim Mighty Ducks, Edmonton Oilers, Pittsburgh Penguins, Calgary Flames, Ottawa Senators och San Jose Sharks. Han producerade 138 poäng (42 mål och 96 assists) samt drog på sig 467 utvisningsminuter på 645 grundspelsmatcher.
Han draftades i första rundan i 1983 års draft av Winnipeg Jets som 14:e spelare totalt.
Efter aktiva spelarkarriären som avslutades 2007 efter spel i de lägre serierna i provinsen Québec, så jobbar han som vicepresident för affärsutveckling hos tryckerifirman Contact Image och är även radioexpert på deltid i sportsändningar rörande NHL-matcher med Montreal Canadiens.